# Пилар (группа)
«Пилар» — российская музыкальная группа из Перми.
Группа основана в 2004 году. Вокалист и один из основателей группы — Вадим Королёв. Первое время группа выступала в Перми, играла ритмичную электронную музыку и была известна как «банда „Пилар“». В 2007 году участники переезжают в Москву.
В 2010 году «Пилар» принимает участие в фестивале независимой музыки «Индюшата 2010», и становится одним из победителей — песня «Марина» названа лучшей песней фестиваля. Интересно, что приз зрительских симпатий достался екатеринбургской группе «Обе две», вокалисткой которой была будущая жена лидера «Пилар» Вадима Королёва Катя Павлова. Победа на фестивале с крепким составом участников подтвердила, что у начинающего музыкального коллектива есть сильный материал. Из музыкальных аналогов группы можно выделить Keane, а замысловато абсурдные тексты делают «Пилар» похожими на харьковскую команду «И Друг Мой Грузовик». Сценический имидж группы напоминал Joy Division, если бы те могли улыбаться: коротко стриженные молодые люди, одетые нарочито небрежно, в британском стиле, плюс вокалист Вадик Королёв с необычной сценической пластикой.
В 2010 году на группу обращает внимания продюсер Леонид Бурлаков, сделавший известными группы «Мумий Тролль» и «Земфира». После сотрудничества с Лагутенко и Рамазановой, Бурлаков продюсирует «Братьев Грим» и ещё несколько проектов, которым не было суждено стать столь же успешными. С «Пилар» Леонид знакомится в Перми на фестивале «Рок-Лайн», куда приехал посмотреть на хедлайнера, группу «Вопли Видоплясова». Там он обратил внимание на песню «Марина» в исполнении «Пилар», познакомился с исполнителями после концерта и взял послушать записи их песен. Несмотря на изначально скептическое отношение к материалу пермской группы, через полтора месяца была написана песня «Истерика», которая вселила в Бурлакова уверенность, что из ребят что-то выйдет.
В конце 2010 года выходит премьерный клип «Пилар» на песню «Артур». В апреле 2011 года в Москве презентуется дебютный альбом «Пилар» с одноимённым названием. В сети набирают популярность песни «Истерика» и «Прелестница», а у самой группы растёт количество поклонниц.
В 2012 году выходит в прокат фильм "Самоубийцы", саундтрек которого полностью построен на музыке "Пилар".
К 2012 году в состав «Пилар» входят вокалист Вадик Королёв, басист Илья Зуев, барабанщик Иван Шатров и гитарист Артём Крицин.
В 2013 году Вадик Королёв распускает «Пилар» и создаёт новый инди-коллектив OQJAV, в который помимо него входят Катя Павлова из «Обе две», а также Даниил Шайхинуров (Daniel Shake). Артём Крицин присоединяется к группе «Мумий Тролль», заменив гитариста Юрия Цалера.